# Atarba verticalis
Atarba verticalis là một loài ruồi trong họ Limoniidae. Chúng phân bố ở miền Australasia.